# Batman: Punto di svolta
Batman: Punto di svolta (Batman: Turning Points) è una miniserie a fumetti edita da DC Comics, i cui cinque albi sono stati pubblicati negli Stati Uniti nel 2001. In Italia è stata pubblicata in un unico volume nell'ottobre 2008 da Planeta DeAgostini.
La miniserie esplora il rapporto tra James Gordon e Batman, descrivendone amicizia e riflessioni.

## Albi
| Albo n. | Titolo italiano            | Titolo originale               | Uscita        |
| ------- | -------------------------- | ------------------------------ | ------------- |
| 1       | Alleati scomodi            | Uneasy Allies                  | gennaio 2001  |
| 2       | ...E poi divennero tre?... | ...And Then There Are...Three? | febbraio 2001 |
| 3       | Vittime di guerra          | Casualties of War              | marzo 2001    |
| 4       | Il grande tradimento       | The Ultimate Betrayal          | aprile 2001   |
| 5       | Compagni d'armi            | Comrades in Arms               | maggio 2001   |

## Trama

### Alleati scomodi
- Autori: Greg Rucka (testi), Steve Lieber (disegni), Tom McCraw, (colori), Javier Pulido (copertina)
- Trama: Gotham City. La stessa mattina in cui il capitano Gordon viene lasciato dalla moglie Barbara, un pazzo si barrica armato in una chiesa in cui svolge un matrimonio, tenendo in ostaggio i convenuti e citando Lord Byron. Gordon tiene a bada il tenente Branden, ansioso di fare irruzione, e viene raggiunto da Batman, che vorrebbe tentare di salvare la situazione da solo, ma per farlo voleva la "benedizione" di Gordon. Batman entra nell'edificio e neutralizza l'uomo, il dottor Hale Corbett, la cui famiglia era morta in un incidente d'auto quella stessa mattina. Più tardi, l'Uomo Pipistrello si reca nella casa di Gordon, preoccupato per lui, ma il poliziotto lo scaccia.

### ...E poi divennero tre?...
- Autori: Ed Brubaker (testi), Joe Giella (disegni), Shannon Blanchard (colori), Ty Templeton (copertina)
- Trama: Sul tetto del GCPD, Gordon chiede spiegazioni a Batman sulla comparsa del suo assistente Robin, un ragazzino che fa il vigilante, ma Batman cerca di spiegare che non lo sta esponendo al pericolo, bensì lo sta aiutando a sfogarsi, e chiede a Gordon di dimostrargli fiducia. Quando il "Dinamico Duo" neutralizza una minaccia di Mr. Freeze, Gordon riflette sullo sguardo di Batman verso l'assistente, e capisce che non poteva opporsi all'amico, non poteva "negargli una famiglia".

### Vittime di guerra
- Autori: Ed Brubaker (testi), Dick Giordano (disegni), Bob Smith (chine), Glen Whitmore (colori), Joe Kubert (copertina)
- Trama: A seguito della paralisi di Barbara Gordon per mano di Joker, Batman riflette sui suoi metodi, e decide di isolarsi, lavorando più in solitudine ed evitando anche i contatti con Gordon. Barbara si reca da Bruce per chiedere spiegazioni e per dirgli che anche il padre prova i medesimi dubbi, ma che ha bisogno del suo amico. Batman allora risponde al batsegnale e parla con Gordon, il quale è perentorio: se Batman vuole continuare nell'oscurità, che lo faccia, ma assieme a lui.

### Il grande tradimento
- Autori: Chuck Dixon (testi), Brent Anderson (disegni), John Kalisz (colori), Howard Chaykin (copertina)
- Trama: Dopo lo scontro con Bane, Batman è cambiato, più spietato e con metodi brutali. Ignora Gordon, il quale inizia ad avere dei dubbi. Quando dei rapinatori si barricano in un vecchio edificio, le squadre speciali si apprestano all'irruzione, ma all'improvviso scoppia un incendio; forse la banda si è data fuoco, in stile "non ci avrete mai, né vivi né morti". Ma sul tetto del palazzo compare un terrificante Batman. Gordon ora rilette sull'includere l'ex-alleato nella lista dei mostri psicopatici.

### Compagni d'armi
- Autori: Greg Rucka (testi), Paul Pope (disegni e copertina), Claude St. Rubin (chine), Patricia Mulvhill (colori)
- Trama: Mentre al GCPD vengono presentati i nuovi arrivi Allen e Akins, un uomo cerca di mettersi in contatto con Gordon e Batman, telefonando ripetutamente alla centrale e lasciando alcuni messaggi. Nel frattempo, dopo una giornata di routine, Batman raggiunge a casa Gordon, ed insieme riflettono sulle loro tragedie e sull'arrivo in città di Hale Corbett, un sequestratore che avevano arrestato anni fa. Quando si accende il batsegnale, i due corrono sul tetto della Centrale, e vi trovano Corbett con moglie e figlia: desiderava mettersi in contatto con loro per ringraziarli. Anni prima era pazzo dal dolore e voleva morire, ma loro due lo avevano salvato; rifattosi una vita, voleva mostrar loro che cosa gli avevano dato.

## Continuity
La miniserie ruota attorno ad eventi significativi occorsi nei primi dieci anni di carriera dell'Uomo pipistrello:
- la prima collaborazione e tentativo di amicizia fra Batman e Gordon (post-Anno uno)
- l'addestramento del primo Robin (dopo Vittoria oscura), un ruolo giudicato da Gordon troppo pericoloso per un ragazzino
- il sentimento di responsabilità di Batman di fronte alla paralisi di Barbara Gordon (The Killing Joke) e alla perdita di Jason Todd (Una morte in famiglia), per il quale l'uomo si giudica colpevole della comparsa di mostri come Joker
- il periodo in cui Jean Paul Valley indossò le insegne del Pipistrello (durante la saga Knightfall)
- la morte di Sarah Essen (al termine di Terra di nessuno)

Lo stile dei costumi dei personaggi ricorda l'"evoluzione storica" del design dei fumetti di Batman: nei cinque capitoli infatti, Batman ha un costume simile a quello di Anno uno, poi in stile golden age (sia lui che Robin che Mr. Freeze), con il logo sul petto a sfondo giallo come negli albi degli anni ottanta, con il costume tecnologico rielaborato da Jean Paul Valley, ed infine con il costume più oscuro degli anni 2000.
Lo stesso vale per i poliziotti: nel corso dei capitoli, al fianco di Gordon sono visibili gli "storici" Branden, Bullock, Montoya, Kitch, Hendricks, Allen e Akins.